# Napitupulu Bagasan
Napitupulu Bagasan is een bestuurslaag in het regentschap Toba Samosir van de provincie Noord-Sumatra, Indonesië. Napitupulu Bagasan telt 3029 inwoners (volkstelling 2010).